# Adolfo Zumelzú
Adolfo Bernabé Zumelzú (ur. 5 stycznia 1902 w Buenos Aires, zm. 29 marca 1973 tamże) – argentyński piłkarz, pomocnik. Srebrny medalista MŚ 30.
Był piłkarzem CA Tigre i CS Palermo. Podczas MŚ 30 zagrał w jednym meczu, z Meksykiem i zdobył dwie bramki. Ponadto znajdował się w kadrze Argentyny na igrzyska w Amsterdamie (srebrny medal) i triumfował w Copa América 1927 oraz Copa América 1929. W reprezentacji grał w latach 1927–1930.